# Medal Ministerstwa Sprawiedliwości za Międzynarodowy Wysiłek
Medal Ministerstwa Sprawiedliwości za Międzynarodowy Wysiłek (duń. Justitsministeriets Medalje for International Indsats, skr. Jum.M.I.T.) – duńskie cywilne odznaczenie ustanowione 12 kwietnia 2019, przyznawane przez ministra sprawiedliwości osobom pracującym od 1945 dla wymiaru sprawiedliwości (zwykle chodzi policjantów i strażników więziennych), którzy pełnili zasłużoną służbę w interesie Danii poza jej granicami Danii.
W duńskiej kolejności starszeństwa odznaczeń medal ten znajduje się obecnie (na listopad 2021) za Medalem Agencji Zarządzania Ratowniczego za Międzynarodową Służbę, a przed Brązowym Medalem Obrony za Międzynarodową Służbę.
Administracją medalu zajmuje się Ministerstwo Sprawiedliwości. W przypadku nadań pośmiertnych medal wręczany jest najbliższej rodzinie odznaczanego.
Medal ma średnicę 30 mm i wykonywany jest ze srebra. Na awersie znajduje się korona o kształcie znanym z logo ministerstwa, otoczona napisem „JUSTITSMINISTERIET” (pol. MINISTERSTWO SPRAWIEDLIWOŚCI) wzdłuż krawędzi medalu. Na rewersie umieszczany jest wieniec dębowy, a w jego wnętrzu grawerowany jest napis „UDSENDT FOR DANMARK” (WYSŁANI DLA DANII), a także miejsce rozlokowania. Medal mocowany jest do wiązanej w pięciokąt białej wstążki z czterema szerokimi, równomiernie rozłożonymi na wstążce, granatowymi paskami. Drugie nadanie medalu oznaczane jest poprzez umieszczenie na wstążce lub baretce srebrnego dębowego liścia (oznaki męstwa), a trzecie nadanie – złotego dębowego liścia.